# Сент Џон (Девичанска острва)
Сент Џон (енгл. Saint John) је Карипско острво и део Америчких Девичанских Острва. То је најмање од 3 главна острва: Сент Џон, Сент Томас и Сент Кроа. Сент Џон лежи око 6 километара источно од Сент Томаса, и 6 километара југозападно од Тортоле која је део Британских Девичанских Острва. Острво има око 40 km² и 4.157 становника. На Сент Џону нема аеродрома и једини начин приступа је бродом, обично фериботом. 

## Историја
Први становници острва Сент Џон били су Аравак индијанци који су дошли са обала Колумбије и Венецуеле око 300-те године нове ере. Ратоборни Кариб индијанци су их одатле потиснули око 1300-те. 
Данци су били Европљани први који су се населили на острву 1672. Они су дали име острву Сент Џон (дански: Sankt Jan). Због плодног земљишта и топле климе, основане су бројне плантаже шећерне трске на острву. За рад су коришћени црни робови, као и домородци док нису изумрли. 
Сједињене Америчке Државе су купиле острва 1917. и на њима основале војну базу. 
Лоренс Рокфелер је 1956, завештао своја имања на острвима Дирекцији за националне паркове САД, под условом да се они побрину да се природа очува у првобитном стању. Остатак острва, одмаралиште Канил Беј, ради на принципу ренте, док је земљиште власништво Националног парка. Национални парк Девичанских острва заузима 60% острва Сент Џон, као и околне коралне гребене. 
Круз Беј је главно насеље на острву. Из његове добро заштићене луке полазе фериботи према суседним острвима. 
Плаже острва Сент Џон су познате широм света по атрактивном роњењу. Економија острва се у потпуности ослања на туризам, и изградњу туристичких капацитета.